# Kozol
Kozol je národní přírodní rezervace v katastrálních územích obcí Rajecké Teplice a Turie v okrese Žilina v Žilinském kraji na Slovensku. Území bylo vyhlášeno v roce 1993 a jeho rozloha je 91,58 hektaru. Předmětem ochrany je území se skupinami skal, přírodními lesními společenstvy na dvou odlišných typech podloží a s výskytem ohrožených a vzácných druhů rostlin, měkkýšů a hmyzu.